# Арцеу
Арцеу (осет. Арцеу, груз. არცევი — Арцеви) — село на юго-востоке Цхинвальского района Южной Осетии (согласно юрисдикции Грузии — в Горийском муниципалитете).

## География
Расположено на границе с собственно Грузией к западу от осетинского села Гоята и к востоку от собственно грузинского села Квеши. Находится на Тирифонском канале, связывающем реки Малая Лиахва и Меджуда.

## Население
Село населено этническими осетинами. По переписи 1989 года в селе жило 482 человека, из которых осетины составили 338 человек (70 %), грузины — 144 человека (30 %). Граница по селу проходит прямо по дворам: 80 домов находятся на осетинской стороне, 20 — на грузинской. По переписи 2002 года (проведённой властями Грузии, контролировавшей часть Цхинвальского района на момент проведения переписи), в подконтрольной грузинам части села (груз. ქართული არცევი  — Картули Арцеви) жило 466 человек, в том числе уже грузины составили 69 %, а осетины — 30 % от всего населения. По переписи населения 2015 года — 150 человек.

## История
В разгар южноосетинского конфликта село было на границе зоны контроля Грузии. 8 августа 2008 года грузинские войска атаковали и заняли село, а 10 августа 2008 года оставили его почти без боя. После войны в августе 2008 года село находится под контролем властей РЮО.